# Ernst Barkmann
Ernst Barkmann (Kisdorf, 1919. augusztus 25. – Kisdorf, 2009. június 27.) német harckocsizó. A második világháború alatt a Waffen-SS tagja volt.
Harkovban, Kurszkban és Normandiában is harcolt tankjai élén a szovjetek ellen, majd már Oberscharführerként vett részt az ardenneki offenzívában, ahol súlyosan megsebesült. 1945 májusában még egyszer harcolt a szovjetek ellen, Székesfehérvár mellett négy darab T–34-et legyőzött, pedig már csak kilenc tankja maradt, melyből három ebben a csatában veszett el. Végül Bécs mellett bukott el, ahol tankjával egy bombakráterbe borult, brit hadifogságba került.
Szabadulása után Kisdorfban telepedett le, ahol (1976 és 1994 között) polgármester is lett.

## Bibliográfia
- Alman, Karl (2008). Panzer vor - Die dramtische Geschichte der deutschen Panzerwaffe und ihre tapferen Soldaten. Würzburg, Germany: Flechsig Verlag. ISBN 978-3-88189-638-2
- Federl, Christian. Die Ritterkreuzträger der Deutschen Panzerdivisionen 1939–1945 Die Panzertruppe (német nyelven). Zweibrücken, Németország: VDM Heinz Nickel (2000). ISBN 978-3-925480-43-0
- Fellgiebel, Walther-Peer. Die Träger des Ritterkreuzes des Eisernen Kreuzes 1939–1945 – Die Inhaber der höchsten Auszeichnung des Zweiten Weltkrieges aller Wehrmachtteile (német nyelven). Friedberg, Németország: Podzun-Pallas (2000). ISBN 978-3-7909-0284-6
- Ripley, Tom (2001) SS Steel Rain: Waffen-SS Panzer - Battles in the West 1944-45. Zenith Imprint. ISBN 0-7603-1168-4, ISBN 978-0-7603-1168-4